# 板持駅
板持駅（いたもちえき）は、山口県長門市深川湯本字立野にある、西日本旅客鉄道（JR西日本）美祢線の駅である。

## 歴史
- 1958年（昭和33年）7月25日：美禰線（現・美祢線）長門湯本駅 - 正明市駅（現・長門市駅）間に新設開業[1]。気動車の旅客のみを取り扱う駅員無配置駅[2]。美祢線各駅の中で最後に開業した駅である。
- 1987年（昭和62年）4月1日：国鉄分割民営化により西日本旅客鉄道が継承[1]。
- 2010年（平成22年）7月15日：大雨による厚狭川氾濫で橋梁や路盤が流失。全線不通となり、営業休止。
- 2011年（平成23年）9月26日：全線で運転再開により、営業再開。
- 2023年（令和5年）7月1日：大雨による厚狭川増水で橋梁や路盤が流出[3]。全線不通となり、営業休止。4日より代行バスが運行開始[4][5]。

## 駅構造
長門市方面に向かって左側に単式ホーム1面1線を持つ地上駅（停留所）。長門鉄道部管理の無人駅であり、駅舎はなく、ホーム上に待合所が設けられているのみになっている。よって、直接ホームに入る形になっている。
また、駅前スペースは狭小で、駐輪場が設けられているのみである。

## 利用状況
1日の平均乗車人員は以下の通りである。
| 乗車人員推移 | 乗車人員推移 |
| 年度         | 1日平均人数  |
| ------------ | ------------ |
| 1999         | 21           |
| 2000         | 28           |
| 2001         | 23           |
| 2002         | 22           |
| 2003         | 39           |
| 2004         | 16           |
| 2005         | 14           |
| 2006         | 18           |
| 2007         | 20           |
| 2008         | 19           |
| 2009         | 19           |
| 2010         | 19           |
| 2011         | 15           |
| 2012         | 14           |
| 2013         | 11           |
| 2014         | 13           |
| 2015         | 14           |
| 2016         | 15           |
| 2017         | 12           |
| 2018         | 11           |
| 2019         | 11           |
| 2020         | 12           |
| 2021         | 10           |
| 2022         | 7            |

## 駅周辺
駅周辺は長門市中心部より南側の、住宅団地と田園地帯が混在するエリアにあたる。駅の東側には国道316号が美祢線と並行して通っており、田園地帯の中に店舗や事業所などが建つ。
- 板持簡易郵便局 - 北へ約200メートル
- ながとスポーツ公園 - 東へ約800メートル
- 長門市立向陽小学校 - 南へ約1.2km

### バス路線
- サンデン交通「板持団地前」停留所
  - 長門市中心部・青海島方面、小月駅・下関駅方面

※停留所は駅の西側約120メートルの団地内にある。

## 隣の駅
西日本旅客鉄道（JR西日本）
■美祢線
長門湯本駅 - 板持駅 - 長門市駅